# اپسیلون خرچنگ
اپسیلون خرچنگ یک ستاره است که در صورت فلکی خرچنگ قرار دارد.